# لي يات تشون
لي يات تشون (بالصينية: 李溢晉) هو مدرب كرة قدم ولاعب كرة قدم صيني في مركز حراسة المرمى، ولد في 8 ديسمبر 1995 في هونغ كونغ في الصين. لعب مع نادي إيسترن سبورتس.

## وصلات خارجية
- لي يات تشون على موقع قاعدة بيانات كرة القدم.إي يو (الإنجليزية)
- لي يات تشون على موقع Soccerway.com (الإنجليزية)